# Kimitsu

Kimitsu (君津市 Kimitsu-shi?), este un municipiu din Japonia, prefectura Chiba.